# Кёлер, Жорж
Георг (Жорж Жан Франц) Кёлер (нем. Georges Jean Franz Köhler; 17 апреля, 1946, Мюнхен, Германия — 1 марта 1995, Фрайбург, Германия) — немецкий биолог и иммунолог, лауреат Нобелевской премии по физиологии и медицине 1984 года «За теории относительно специфичности в развитии и контроле иммунной системы и открытие принципа продукции моноклональных антител». Вместе с Сесаром Мильштейном разработал технику получения моноклональных антител.

## Биография
Георг Кёлер изучал биологию во Фрайбургском университете в 1965—1971 годах. Там же в 1974 году он защитил диссертацию по иммунологическому исследованию фермента бета-галактозидазы, которое провёл под руководством профессора Фрица Мельхерса на базе Института иммунологии в Базеле (Швейцария), директором которого был Нильс Ерне.
После защиты диссертации Кёлер переехал в Кембриджский университет, где два года (1974—1976) проходил пост-докторантуру у профессора Сесара Мильштейна. В Кембридже Кёлер работал над слиянием лимфоцитов. За этот короткий промежуток ему удалось разработать новую технологию по слиянию плазматической клетки, вырабатывающей антитела, с клеткой миеломы (методика гибридом). Полученные иммортализованные гибридные клетки продолжали продуцировать антитела и одновременно могли неограниченно размножаться. Это позволило получать моноклональные антитела практически в неограниченных количествах.
Разработка гибридомного метода «произвела переворот в использовании антител в здравоохранении и науке. Редкие антитела с удивительно точным соответствием определённой структуре могут сегодня производиться в больших количествах. Гибридомные клетки могут храниться в лабораторных сосудах и совершенно идентичные моноклональные антитела могут использоваться во всем мире, причём источник их вечен» (Ханс Вигзель).
В 1976 году Кёлер вернулся в Институт иммунологии в Базеле, где продолжал заниматься работами по гибридным лимфоцитам. В 1984 году Кёлер вместе с Мильштейном получил Нобелевскую премию за открытую технологию получения моноклональных антител. С 1984 года до своей смерти в 1995 году Жорж Кёлер был директором Института иммунологии имени Макса Планка (Фрайбург).
В 1985 отмечен Carus-Medaille Леопольдины.

## Основные публикации
- Köhler G., Milstein C. Continuous cultures of fused cells secreting antibody of predefined specificity (англ.) // Nature : journal. — 1975. — Vol. 256, no. 5517. — P. 495—497. — PMID 1172191. текст был воспроизведён в:Köhler G., Milstein C. Continuous cultures of fused cells secreting antibody of predefined specificity. 1975 (англ.) // J. Immunol. : journal. — 2005. — Vol. 174, no. 5. — P. 2453—2455. — PMID 15728446.)